# スワンガーデン安曇野
スワンガーデン安曇野（スワンガーデンあづみの、Suwan Garden Azumino）は長野県安曇野市にある複合商業施設である。運営会社は大和ハウス工業で、安曇野インターチェンジに隣接する。

## テナント

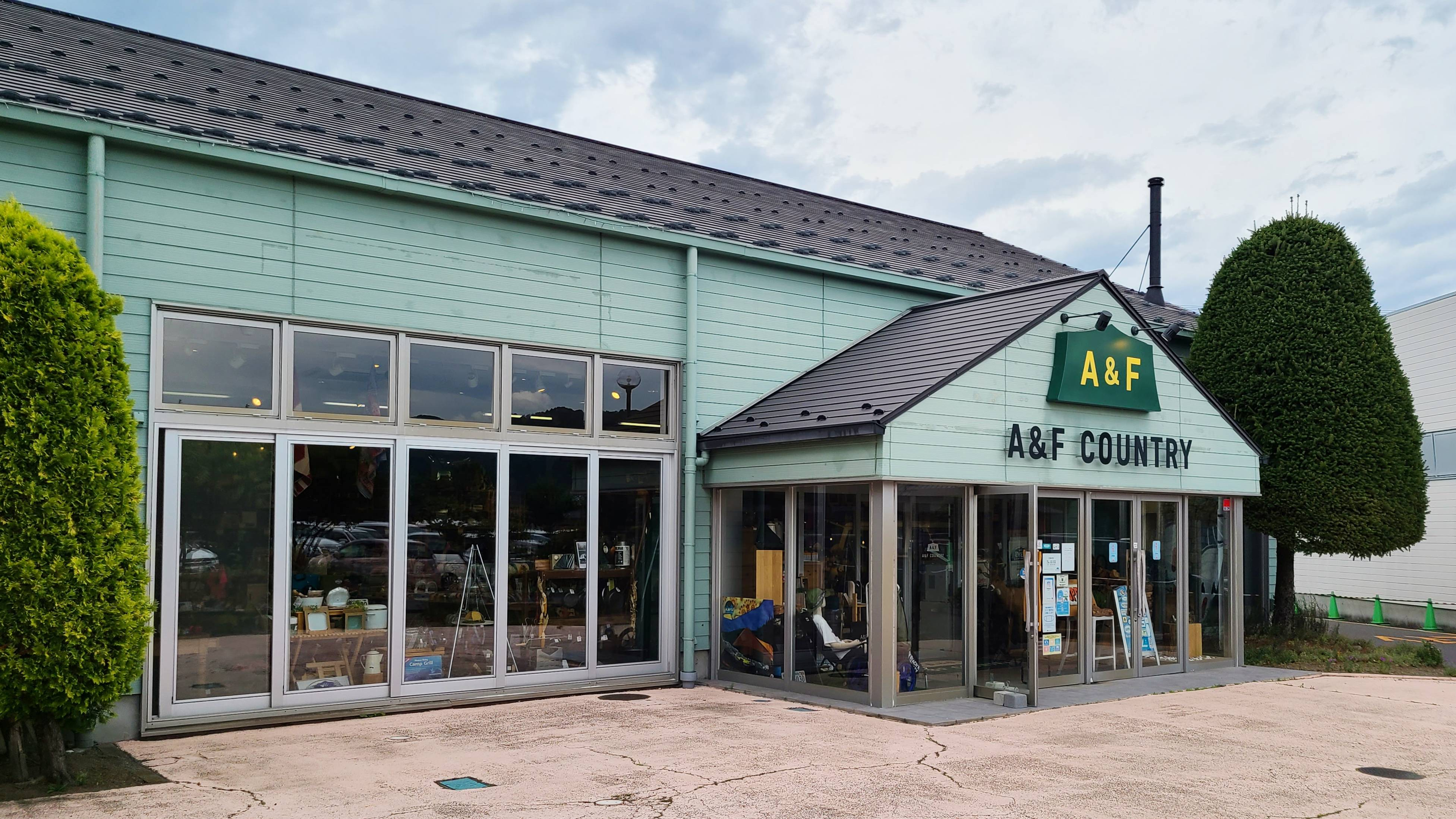
A&Fカントリー 安曇野店
- CoCo壱番屋 安曇野インター店
- あづみ堂
- アニマーレ
- GiGO 豊科
- COCO'S 安曇野インター店
- ノジマ 豊科店
- マクドナルド 安曇野インター店
- ミスタードーナツ 安曇野ショップ
- モンベル あづみの店
- 四川乃華 安曇野店
- 平安堂 あづみ野店
- 平安堂 GEO あづみ野店
- ドン・キホーテ安曇野インター店(仮称)[4]

- A&Fカントリー 安曇野店

## アクセス
- 長野自動車道安曇野IC　隣接
- JR東日本 大糸線 豊科駅から車で3分（約2km）
- JR東日本 篠ノ井線 田沢駅から車で2分（約1.5km）